# Impeachment de Andrew Johnson
O Impeachment de Andrew Johnson, o décimo sétimo Presidente dos Estados Unidos, aconteceu durante a era da reconstrução. Este foi o primeiro impeachment (ainda que parcial, pois o presidente acabou sendo absolvido) de um presidente em exercício do mandato nos Estados Unidos, que foi a culminação de uma longa batalha entre Johnson e os republicanos sobre qual era a melhor forma de combater os estados do sul após a Guerra Civil Americana. Muitos dizem que a motivação do julgamento foi mais por questões políticas do que baseada em algo realmente passível de impeachment.

## Visão geral
Johnson sofreu o impeachment em 24 de fevereiro de 1868 pela Câmara dos Representantes dos Estados Unidos com justificativa na lei de "altos crimes e contravenções", de acordo com o Artigo Segundo da Constituição. Especificamente, a Câmara o acusou de violar a Lei de Mandato de Cargo de 1867 (que dizia que certos ocupantes de cargos do gabinete do Executivo só podiam ser removidos com consentimento do Senado). Ele havia removido Edwin M. Stanton, o então Secretário de Guerra, do seu cargo e o substituiu pelo general Lorenzo Thomas, sem consultar a câmara alta do Congresso.
Em 13 de março de 1868, o julgamento do impeachment começou no Senado dos Estados Unidos, sendo presidido pelo chefe de justiça Salmon P. Chase. Ao fim de maio, após a última tentativa, a votação terminou com 35 votos de "culpado" e 19 de "inocente". Como eram necessários 36 votos para o impeachment (ou dois terços dos senadores), o presidente foi formalmente absolvido.
O processo de impeachment e o julgamento do presidente acabou tendo a reputação histórica de um "circo", servindo como um palanque para os legisladores em uma disputa movida mais a questões políticas, não sendo uma necessidade real aos olhos de muitos. Havia também pouco apoio por parte do povo americano pela remoção do presidente do seu cargo (apesar da baixa popularidade de Andrew Johnson). Este foi o primeiro (de três, junto com o impeachment de Bill Clinton, cerca de 131 anos depois, e o Primeiro impeachment de Donald Trump, 151 anos depois e o Segundo impeachment de Donald Trump, 153 anos depois) processo de remoção de um presidente no cargo na história dos Estados Unidos.